# Argentina en la Copa América Femenina 2022
La Copa América Femenina 2022 llevó a cabo del 8 al 30 de julio Argentina fue uno de los 10 participantes.

## Plantel
El 27 de junio, la AFA anunció a las 23 convocadas. Sin embargo, el 6 de julio, Marianela Szymanowski se retiró de la plantilla debido a una lesión siendo sustituida por Érica Lonigro.
DT:  Germán Portanova
| No. | Pos. | Jugadora             | Fecha de nacimiento (edad)         | Apa. | Goles | Club                    |
| --- | ---- | -------------------- | ---------------------------------- | ---- | ----- | ----------------------- |
| 1   | POR  | Vanina Correa        | 14 de agosto de 1983 (38 años)     |      |       | Rosario Central         |
| 2   | DEF  | Agustina Barroso     | 20 de mayo de 1993 (29 años)       |      |       | Palmeiras               |
| 3   | DEF  | Eliana Stábile       | 26 de noviembre de 1993 (28 años)  |      |       | Santos                  |
| 4   | MED  | Julieta Cruz         | 4 de junio de 1996 (26 años)       |      |       | Boca Juniors            |
| 5   | MED  | Vanesa Santana       | 3 de septiembre de 1990 (31 años)  |      |       | Sporting Club de Huelva |
| 6   | DEF  | Aldana Cometti       | 3 de marzo de 1996 (26 años)       |      |       | Levante                 |
| 7   | MED  | Romina Núñez         | 1 de enero de 1994 (28 años)       |      |       | León                    |
| 8   | MED  | Daiana Falfán        | 14 de octubre de 2000 (21 años)    |      |       | UAI Urquiza             |
| 9   | DEL  | Soledad Jaimes       | 20 de enero de 1989 (33 años)      |      |       | Flamengo                |
| 10  | MED  | Dalila Ippolito      | 24 de marzo de 2002 (20 años)      |      |       | Pomigliano              |
| 11  | DEL  | Yamila Rodríguez     | 24 de enero de 1998 (24 años)      |      |       | Boca Juniors            |
| 12  | POR  | Solana Pereyra       | 5 de abril de 1999 (23 años)       |      |       | Real Oviedo             |
| 13  | MED  | Sophia Braun         | 26 de enero de 2002 (20 años)      |      |       | Gonzaga Bulldogs        |
| 14  | MED  | Miriam Mayorga       | 20 de noviembre de 1989 (32 años)  |      |       | Boca Juniors            |
| 15  | DEL  | Florencia Bonsegundo | 14 de julio de 1993 (28 años)      |      |       | Madrid CFF              |
| 16  | DEF  | Marina Delgado       | 12 de junio de 1995 (27 años)      |      |       | UAI Urquiza             |
| 17  | MED  | Maricel Pereyra      | 11 de mayo de 2002 (20 años)       |      |       | San Lorenzo             |
| 18  | MED  | Gabriela Chávez      | 9 de abril de 1989 (33 años)       |      |       | Estudiantes (BA)        |
| 19  | DEL  | Mariana Larroquette  | 24 de octubre de 1992 (29 años)    |      |       | León                    |
| 20  | MED  | Ruth Bravo           | 6 de marzo de 1992 (30 años)       |      |       | León                    |
| 21  | DEL  | Érica Lonigro        | 6 de julio de 1994 (28 años)       |      |       | River Plate             |
| 22  | DEL  | Estefanía Banini     | 21 de junio de 1990 (32 años)      |      |       | Atlético de Madrid      |
| 23  | POR  | Laurina Oliveros     | 10 de septiembre de 1993 (28 años) |      |       | Boca Juniors            |

## Participación

### Partidos
| Fecha       | Lugar       | Instancia                    |           |                      | Resultado |                      |           |
| ----------- | ----------- | ---------------------------- | --------- | -------------------- | --------- | -------------------- | --------- |
| 9 de julio  | Armenia     | Fase de grupos               | Brasil    | Bandera de Brasil    | 4:0 (2:0) | Bandera de Argentina | Argentina |
| 12 de julio | Armemia     | Fase de grupos               | Argentina | Bandera de Argentina | 4:0 (1:0) | Bandera de Perú      | Perú      |
| 15 de julio | Armemia     | Fase de grupos               | Argentina | Bandera de Argentina | 5:0 (1:0) | Bandera de Uruguay   | Uruguay   |
| 21 de julio | Armenia     | Fase de grupos               | Venezuela | Bandera de Venezuela | 0:1 (0:0) | Bandera de Argentina | Argentina |
| 25 de julio | Bucaramanga | Semifinales                  | Colombia  | Bandera de Colombia  | 1:0 (0:0) | Bandera de Argentina | Argentina |
| 29 de julio | Armenia     | Definición del tercer puesto | Argentina | Bandera de Argentina | 3:1 (0:1) | Bandera de Paraguay  | Paraguay  |

### Fase de grupos - Grupo B
| Equipo    | Pts | PJ | PG | PE | PP | GF | GC | Dif |
| --------- | --- | -- | -- | -- | -- | -- | -- | --- |
| Brasil    | 12  | 4  | 4  | 0  | 0  | 17 | 0  | 17  |
| Argentina | 9   | 4  | 3  | 0  | 1  | 10 | 4  | 6   |
| Venezuela | 6   | 4  | 2  | 0  | 2  | 3  | 5  | -2  |
| Uruguay   | 3   | 4  | 1  | 0  | 3  | 6  | 9  | -3  |
| Perú      | 0   | 4  | 0  | 0  | 4  | 0  | 18 | -18 |

     — Clasificado para las semifinales.

     — Clasificado para la definición por el quinto puesto.

#### Brasil vs. Argentina
| 9 de julio de 2022, 19:00 | Brasil                                                    | 4:0 (2:0)                     | Argentina | Estadio Centenario, Armenia                                  |                                                              |
|                           | Adriana 28', 58' · Bia Zaneratto 36' (pen.) · Debinha 87' | CONMEBOL Reporte FIFA Reporte |           | Asistencia: 5 000 espectadores Árbitra: María Belén Carvajal | Asistencia: 5 000 espectadores Árbitra: María Belén Carvajal |

| 1           | Guardameta     | Lorena        |     |
| 6           | Defensa        | Tamires       |     |
| 4           | Defensa        | Rafaelle      |     |
| 15          | Defensa        | Tainara       | 70' |
| 20          | Defensa        | Fe Palermo    | 70' |
| 21          | Centrocampista | Kerolin       |     |
| 17          | Centrocampista | Ary Borges    | 70' |
| 8           | Centrocampista | Angelina      | 80' |
| 11          | Centrocampista | Adriana       |     |
| 16          | Delantero      | Bia Zaneratto |     |
| 19          | Delantero      | Gio Queiroz   | 59' |
| Entrenadora | Entrenadora    | Pia Sundhage  |     |

| 1          | Guardameta     | Vanina Correa        |     |
| 4          | Defensa        | Julieta Cruz         | 63' |
| 2          | Defensa        | Agustina Barroso     |     |
| 6          | Defensa        | Aldana Cometti       |     |
| 3          | Defensa        | Eliana Stábile       |     |
| 7          | Centrocampista | Romina Núñez         |     |
| 20         | Centrocampista | Ruth Bravo           | 63' |
| 8          | Centrocampista | Daiana Falfán        | 80' |
| 11         | Centrocampista | Yamila Rodríguez     | 70' |
| 15         | Centrocampista | Florencia Bonsegundo |     |
| 19         | Delantero      | Mariana Larroquette  | 80' |
| Entrenador | Entrenador     | Germán Portanova     |     |

| 5  | Centrocampista | Duda Santos    | 59' |
| 13 | Defensa        | Antônia        | 70' |
| 2  | Defensa        | Letícia Santos | 70' |
| 14 | Centrocampista | Duda Sampaio   | 70' |
| 9  | Delantero      | Debinha        | 80' |

| 16 | Defensa        | Marina Delgado   | 63' |
| 22 | Delantero      | Estefanía Banini | 63' |
| 13 | Centrocampista | Sophia Braun     | 70' |
| 21 | Delantero      | Érica Lonigro    | 80' |
| 5  | Centrocampista | Vanesa Santana   | 80' |

| Anotado         | 28' | Adriana       | 1:0 |
| Anotado · Penal | 36' | Bia Zaneratto | 2:0 |
| Anotado         | 58' | Adriana       | 3:0 |
| Anotado         | 87' | Debinha       | 4:0 |

| Amonestado | 39' | Ary Borges     |
| Amonestado | 73' | Angelina       |
| Amonestado | 85' | Letícia Santos |

| Amonestado | 40'   | Julieta Cruz   |
| Amonestado | 82'   | Romina Núñez   |
| Amonestado | 90+5' | Marina Delgado |

| Árbitra             | María Belén Carvajal |
| Árbitras asistentes | Loreto Toloza        |
| Árbitras asistentes | Cindy Nahuelcoy      |
| Cuarta árbitra      | Adriana Farfán       |

| 1           | Guardameta     | Lorena        |     |
| 6           | Defensa        | Tamires       |     |
| 4           | Defensa        | Rafaelle      |     |
| 15          | Defensa        | Tainara       | 70' |
| 20          | Defensa        | Fe Palermo    | 70' |
| 21          | Centrocampista | Kerolin       |     |
| 17          | Centrocampista | Ary Borges    | 70' |
| 8           | Centrocampista | Angelina      | 80' |
| 11          | Centrocampista | Adriana       |     |
| 16          | Delantero      | Bia Zaneratto |     |
| 19          | Delantero      | Gio Queiroz   | 59' |
| Entrenadora | Entrenadora    | Pia Sundhage  |     |

| 1          | Guardameta     | Vanina Correa        |     |
| 4          | Defensa        | Julieta Cruz         | 63' |
| 2          | Defensa        | Agustina Barroso     |     |
| 6          | Defensa        | Aldana Cometti       |     |
| 3          | Defensa        | Eliana Stábile       |     |
| 7          | Centrocampista | Romina Núñez         |     |
| 20         | Centrocampista | Ruth Bravo           | 63' |
| 8          | Centrocampista | Daiana Falfán        | 80' |
| 11         | Centrocampista | Yamila Rodríguez     | 70' |
| 15         | Centrocampista | Florencia Bonsegundo |     |
| 19         | Delantero      | Mariana Larroquette  | 80' |
| Entrenador | Entrenador     | Germán Portanova     |     |

| 5  | Centrocampista | Duda Santos    | 59' |
| 13 | Defensa        | Antônia        | 70' |
| 2  | Defensa        | Letícia Santos | 70' |
| 14 | Centrocampista | Duda Sampaio   | 70' |
| 9  | Delantero      | Debinha        | 80' |

| 16 | Defensa        | Marina Delgado   | 63' |
| 22 | Delantero      | Estefanía Banini | 63' |
| 13 | Centrocampista | Sophia Braun     | 70' |
| 21 | Delantero      | Érica Lonigro    | 80' |
| 5  | Centrocampista | Vanesa Santana   | 80' |

| Anotado         | 28' | Adriana       | 1:0 |
| Anotado · Penal | 36' | Bia Zaneratto | 2:0 |
| Anotado         | 58' | Adriana       | 3:0 |
| Anotado         | 87' | Debinha       | 4:0 |

| Amonestado | 39' | Ary Borges     |
| Amonestado | 73' | Angelina       |
| Amonestado | 85' | Letícia Santos |

| Amonestado | 40'   | Julieta Cruz   |
| Amonestado | 82'   | Romina Núñez   |
| Amonestado | 90+5' | Marina Delgado |

| Árbitra             | María Belén Carvajal |
| Árbitras asistentes | Loreto Toloza        |
| Árbitras asistentes | Cindy Nahuelcoy      |
| Cuarta árbitra      | Adriana Farfán       |

| Estadísticas      | Bandera de Brasil | Bandera de Argentina |
| Tiros             | 11                | 5                    |
| Tiros a puerta    | 4                 | 2                    |
| Faltas            | 17                | 14                   |
| Saques de esquina | 6                 | 3                    |
| Penaltis          | 1                 | 0                    |
| Fueras de juego   | 2                 | 5                    |
| Posesión de balón | 57%               | 43%                  |

#### Argentina vs. Perú
| 12 de julio de 2022, 19:00 | Argentina                                                  | 4:0 (1:0)                     | Perú | Estadio Centenario, Armenia                            |                                                        |
|                            | Rodríguez 18' · Bonsegundo 52' · Stábile 62' · Lonigro 84' | CONMEBOL Reporte FIFA Reporte |      | Asistencia: 2 000 espectadores Árbitra: Susana Corella | Asistencia: 2 000 espectadores Árbitra: Susana Corella |

| 1          | Guardameta     | Vanina Correa        |     |
| 3          | Defensa        | Eliana Stábile       |     |
| 6          | Defensa        | Aldana Cometti       | 72' |
| 2          | Defensa        | Agustina Barroso     |     |
| 18         | Defensa        | Gabriela Chávez      | 81' |
| 22         | Centrocampista | Estefanía Banini     | 72' |
| 15         | Centrocampista | Florencia Bonsegundo |     |
| 8          | Centrocampista | Daiana Falfán        |     |
| 7          | Centrocampista | Romina Núñez         | 63' |
| 11         | Centrocampista | Yamila Rodríguez     |     |
| 19         | Delantero      | Mariana Larroquette  | 81' |
| Entrenador | Entrenador     | Germán Portanova     |     |

| 12         | Guardameta     | Maryory Sánchez   |     |
| 3          | Defensa        | Grace Cagnina     | 84' |
| 17         | Defensa        | Fabiola Herrera   |     |
| 4          | Defensa        | Braelynn Llamoca  |     |
| 19         | Centrocampista | Nahomi Martínez   |     |
| 10         | Centrocampista | Sandra Arévalo    |     |
| 8          | Centrocampista | Ariana Muñoz      | 83' |
| 14         | Centrocampista | Scarleth Flores   |     |
| 11         | Delantero      | Xioczana Canales  | 65' |
| 9          | Delantero      | Alexandra Kimball | 65' |
| 7          | Delantero      | Gladys Dorador    | 58' |
| Entrenador | Entrenador     | Conrad Flores     |     |

| 20 | Defensa        | Ruth Bravo      | 63' |
| 14 | Centrocampista | Miriam Mayorga  | 72' |
| 10 | Centrocampista | Dalila Ippolito | 72' |
| 16 | Defensa        | Marina Delgado  | 81' |
| 21 | Delantero      | Érica Lonigro   | 81' |

| 6  | Centrocampista | Claudia Cagnina   | 58' |
| 15 | Centrocampista | Emily Flores      | 65' |
| 18 | Delantero      | Pierina Núñez     | 65' |
| 20 | Centrocampista | Claudia Domínguez | 83' |
| 22 | Centrocampista | Cindy Novoa       | 84' |

| Anotado | 18' | Yamila Rodríguez     | 1:0 |
| Anotado | 52' | Florencia Bonsegundo | 2:0 |
| Anotado | 62' | Eliana Stábile       | 3:0 |
| Anotado | 84' | Érica Lonigro        | 4:0 |

| Amonestado | 27' | Aldana Cometti |

| Amonestado | 33' | Gladys Dorador   |
| Amonestado | 48' | Xioczana Canales |

| Árbitra             | Susana Corella                     |
| Árbitras asistentes | Viviana Segura                     |
| Árbitras asistentes | Andreia Catarina Ferreira de Souza |
| Cuarta árbitra      | Sandra Braz                        |

| 1          | Guardameta     | Vanina Correa        |     |
| 3          | Defensa        | Eliana Stábile       |     |
| 6          | Defensa        | Aldana Cometti       | 72' |
| 2          | Defensa        | Agustina Barroso     |     |
| 18         | Defensa        | Gabriela Chávez      | 81' |
| 22         | Centrocampista | Estefanía Banini     | 72' |
| 15         | Centrocampista | Florencia Bonsegundo |     |
| 8          | Centrocampista | Daiana Falfán        |     |
| 7          | Centrocampista | Romina Núñez         | 63' |
| 11         | Centrocampista | Yamila Rodríguez     |     |
| 19         | Delantero      | Mariana Larroquette  | 81' |
| Entrenador | Entrenador     | Germán Portanova     |     |

| 12         | Guardameta     | Maryory Sánchez   |     |
| 3          | Defensa        | Grace Cagnina     | 84' |
| 17         | Defensa        | Fabiola Herrera   |     |
| 4          | Defensa        | Braelynn Llamoca  |     |
| 19         | Centrocampista | Nahomi Martínez   |     |
| 10         | Centrocampista | Sandra Arévalo    |     |
| 8          | Centrocampista | Ariana Muñoz      | 83' |
| 14         | Centrocampista | Scarleth Flores   |     |
| 11         | Delantero      | Xioczana Canales  | 65' |
| 9          | Delantero      | Alexandra Kimball | 65' |
| 7          | Delantero      | Gladys Dorador    | 58' |
| Entrenador | Entrenador     | Conrad Flores     |     |

| 20 | Defensa        | Ruth Bravo      | 63' |
| 14 | Centrocampista | Miriam Mayorga  | 72' |
| 10 | Centrocampista | Dalila Ippolito | 72' |
| 16 | Defensa        | Marina Delgado  | 81' |
| 21 | Delantero      | Érica Lonigro   | 81' |

| 6  | Centrocampista | Claudia Cagnina   | 58' |
| 15 | Centrocampista | Emily Flores      | 65' |
| 18 | Delantero      | Pierina Núñez     | 65' |
| 20 | Centrocampista | Claudia Domínguez | 83' |
| 22 | Centrocampista | Cindy Novoa       | 84' |

| Anotado | 18' | Yamila Rodríguez     | 1:0 |
| Anotado | 52' | Florencia Bonsegundo | 2:0 |
| Anotado | 62' | Eliana Stábile       | 3:0 |
| Anotado | 84' | Érica Lonigro        | 4:0 |

| Amonestado | 27' | Aldana Cometti |

| Amonestado | 33' | Gladys Dorador   |
| Amonestado | 48' | Xioczana Canales |

| Árbitra             | Susana Corella                     |
| Árbitras asistentes | Viviana Segura                     |
| Árbitras asistentes | Andreia Catarina Ferreira de Souza |
| Cuarta árbitra      | Sandra Braz                        |

| Estadísticas      | Bandera de Argentina | Bandera de Perú |
| Tiros             | 21                   | 7               |
| Tiros a puerta    | 9                    | 4               |
| Faltas            | 12                   | 18              |
| Saques de esquina | 1                    | 3               |
| Penaltis          | 0                    | 0               |
| Fueras de juego   | 1                    | 6               |
| Posesión de balón | 62%                  | 38%             |

#### Argentina vs. Uruguay
| 15 de julio de 2022, 16:00 | Argentina                                            | 5:0 (1:0)                     | Uruguay | Estadio Centenario, Armenia                                 |                                                             |
|                            | Banini 43' · Rodríguez 51', 64', 69' · Stábile 90+5' | CONMEBOL Reporte FIFA Reporte |         | Asistencia: 1 000 espectadores Árbitra: María Victoria Daza | Asistencia: 1 000 espectadores Árbitra: María Victoria Daza |

| 1          | Guardameta     | Vanina Correa        |     |
| 3          | Defensa        | Eliana Stábile       |     |
| 6          | Defensa        | Aldana Cometti       | 77' |
| 2          | Defensa        | Agustina Barroso     |     |
| 16         | Defensa        | Marina Delgado       |     |
| 15         | Centrocampista | Florencia Bonsegundo | 62' |
| 8          | Centrocampista | Daiana Falfán        | 77' |
| 7          | Centrocampista | Romina Núñez         | 73' |
| 22         | Delantero      | Estefanía Banini     |     |
| 19         | Delantero      | Mariana Larroquette  |     |
| 11         | Delantero      | Yamila Rodríguez     | 73' |
| Entrenador | Entrenador     | Germán Portanova     |     |

| 13         | Guardameta     | Sofía Olivera         |     |
| 15         | Defensa        | Rocío Martínez        |     |
| 2          | Defensa        | Stephanie Lacoste     |     |
| 3          | Defensa        | Daiana Farías         |     |
| 4          | Defensa        | Laura Felipe          | 66' |
| 9          | Centrocampista | Pamela González       |     |
| 20         | Centrocampista | Luciana Gómez         | 65' |
| 10         | Centrocampista | Carolina Birizamberri | 46' |
| 17         | Centrocampista | Cecilia Gómez         | 46' |
| 6          | Centrocampista | Sindy Ramírez         | 46' |
| 11         | Delantero      | Esperanza Pizarro     |     |
| Entrenador | Entrenador     | Ariel Longo           |     |

| 13 | Centrocampista | Sophia Braun    | 62' |
| 20 | Centrocampista | Ruth Bravo      | 73' |
| 10 | Centrocampista | Dalila Ippolito | 73' |
| 14 | Centrocampista | Miriam Mayorga  | 77' |
| 17 | Centrocampista | Maricel Pereyra | 77' |

| 21 | Delantero      | Belén Aquino   | 46' |
| 19 | Delantero      | Wendy Carballo | 46' |
| 14 | Defensa        | Pilar Gonzáles | 46' |
| 5  | Centrocampista | Karol Bermúdez | 65' |
| 18 | Centrocampista | Mariana Pion   | 66' |

| Anotado | 43'   | Estefanía Banini | 1:0 |
| Anotado | 51'   | Yamila Rodríguez | 2:0 |
| Anotado | 64'   | Yamila Rodríguez | 3:0 |
| Anotado | 69'   | Yamila Rodríguez | 4:0 |
| Anotado | 90+5' | Eliana Stábile   | 5:0 |

| Amonestado | 33' | Yamila Rodríguez |
| Amonestado | 78' | Eliana Stabile   |
| Amonestado | 82' | Marina Delgado   |
| Amonestado | 90' | Agustina Barroso |

| Amonestado | 15' | Cecilia Gómez  |
| Amonestado | 31' | Luciana Gómez  |
| Amonestado | 55' | Pilar Gonzalez |
| Amonestado | 67' | Mariana Pion   |
| Amonestado | 85' | Daiana Farías  |

| Árbitra             | María Victoria Daza |
| Árbitras asistentes | Eliana Ortiz        |
| Árbitras asistentes | Nataly Arteaga      |
| Cuarta árbitra      | Susana Corella      |

| 1          | Guardameta     | Vanina Correa        |     |
| 3          | Defensa        | Eliana Stábile       |     |
| 6          | Defensa        | Aldana Cometti       | 77' |
| 2          | Defensa        | Agustina Barroso     |     |
| 16         | Defensa        | Marina Delgado       |     |
| 15         | Centrocampista | Florencia Bonsegundo | 62' |
| 8          | Centrocampista | Daiana Falfán        | 77' |
| 7          | Centrocampista | Romina Núñez         | 73' |
| 22         | Delantero      | Estefanía Banini     |     |
| 19         | Delantero      | Mariana Larroquette  |     |
| 11         | Delantero      | Yamila Rodríguez     | 73' |
| Entrenador | Entrenador     | Germán Portanova     |     |

| 13         | Guardameta     | Sofía Olivera         |     |
| 15         | Defensa        | Rocío Martínez        |     |
| 2          | Defensa        | Stephanie Lacoste     |     |
| 3          | Defensa        | Daiana Farías         |     |
| 4          | Defensa        | Laura Felipe          | 66' |
| 9          | Centrocampista | Pamela González       |     |
| 20         | Centrocampista | Luciana Gómez         | 65' |
| 10         | Centrocampista | Carolina Birizamberri | 46' |
| 17         | Centrocampista | Cecilia Gómez         | 46' |
| 6          | Centrocampista | Sindy Ramírez         | 46' |
| 11         | Delantero      | Esperanza Pizarro     |     |
| Entrenador | Entrenador     | Ariel Longo           |     |

| 13 | Centrocampista | Sophia Braun    | 62' |
| 20 | Centrocampista | Ruth Bravo      | 73' |
| 10 | Centrocampista | Dalila Ippolito | 73' |
| 14 | Centrocampista | Miriam Mayorga  | 77' |
| 17 | Centrocampista | Maricel Pereyra | 77' |

| 21 | Delantero      | Belén Aquino   | 46' |
| 19 | Delantero      | Wendy Carballo | 46' |
| 14 | Defensa        | Pilar Gonzáles | 46' |
| 5  | Centrocampista | Karol Bermúdez | 65' |
| 18 | Centrocampista | Mariana Pion   | 66' |

| Anotado | 43'   | Estefanía Banini | 1:0 |
| Anotado | 51'   | Yamila Rodríguez | 2:0 |
| Anotado | 64'   | Yamila Rodríguez | 3:0 |
| Anotado | 69'   | Yamila Rodríguez | 4:0 |
| Anotado | 90+5' | Eliana Stábile   | 5:0 |

| Amonestado | 33' | Yamila Rodríguez |
| Amonestado | 78' | Eliana Stabile   |
| Amonestado | 82' | Marina Delgado   |
| Amonestado | 90' | Agustina Barroso |

| Amonestado | 15' | Cecilia Gómez  |
| Amonestado | 31' | Luciana Gómez  |
| Amonestado | 55' | Pilar Gonzalez |
| Amonestado | 67' | Mariana Pion   |
| Amonestado | 85' | Daiana Farías  |

| Árbitra             | María Victoria Daza |
| Árbitras asistentes | Eliana Ortiz        |
| Árbitras asistentes | Nataly Arteaga      |
| Cuarta árbitra      | Susana Corella      |

| Estadísticas      | Bandera de Argentina | Bandera de Uruguay |
| Tiros             | 15                   | 7                  |
| Tiros a puerta    | 7                    | 2                  |
| Faltas            | 21                   | 16                 |
| Saques de esquina | 2                    | 2                  |
| Penaltis          | 0                    | 0                  |
| Fueras de juego   | 2                    | 1                  |
| Posesión de balón | 55%                  | 45%                |

#### Venezuela vs. Argentina
| 21 de julio de 2022, 19:00 | Venezuela | 0:1 (0:0)                     | Argentina      | Estadio Centenario, Armenia                         |                                                     |
|                            |           | CONMEBOL Reporte FIFA Reporte | Bonsegundo 63' | Asistencia: 3 000 espectadores Árbitra: Sandra Braz | Asistencia: 3 000 espectadores Árbitra: Sandra Braz |

| 13          | Guardameta     | Nayluisa Cáceres   |     |
| 6           | Defensa        | Michelle Romero    |     |
| 2           | Defensa        | Verónica Herrera   | 79' |
| 5           | Defensa        | Yenifer Giménez    |     |
| 3           | Defensa        | Nairelis Gutiérrez | 46' |
| 14          | Centrocampista | Raiderlin Carrasco |     |
| 16          | Centrocampista | Gaby García        |     |
| 20          | Centrocampista | Dayana Rodríguez   | 74' |
| 18          | Centrocampista | Ysaura Viso        | 46' |
| 11          | Delantero      | Oriana Altuve      |     |
| 9           | Delantero      | Deyna Castellanos  |     |
| Entrenadora | Entrenadora    | Pamela Conti       |     |

| 1          | Guardameta     | Vanina Correa        |     |
| 18         | Defensa        | Gabriela Chávez      | 71' |
| 2          | Defensa        | Agustina Barroso     | 86' |
| 6          | Defensa        | Aldana Cometti       |     |
| 3          | Defensa        | Eliana Stábile       |     |
| 7          | Centrocampista | Romina Núñez         |     |
| 8          | Centrocampista | Daiana Falfán        |     |
| 15         | Centrocampista | Florencia Bonsegundo | 72' |
| 11         | Delantero      | Yamila Rodríguez     | 84' |
| 19         | Delantero      | Mariana Larroquette  |     |
| 22         | Delantero      | Estefanía Banini     |     |
| Entrenador | Entrenador     | Germán Portanova     |     |

| 7  | Centrocampista | Paola Villamizar   | 46' |
| 19 | Delantero      | Mariana Speckmaier | 46' |
| 21 | Centrocampista | Bárbara Olivieri   | 74' |
| 10 | Centrocampista | Kika Moreno        | 79' |

| 4  | Centrocampista | Julieta Cruz   | 71' |
| 13 | Centrocampista | Sophia Braun   | 72' |
| 9  | Delantero      | Soledad Jaimes | 84' |
| 5  | Centrocampista | Vanesa Santana | 86' |

| Anotado | 63' | Florencia Bonsegundo | 0:1 |

| Amonestado | 45'   | Dayana Rodríguez   |
| Amonestado | 52'   | Verónica Herrera   |
| Amonestado | 65'   | Yenifer Giménez    |
| Amonestado | 90'   | Gaby García        |
| Amonestado | 90+5' | Raiderlin Carrasco |

| Amonestado | 29' | Mariana Larroquette  |
| Amonestado | 34' | Florencia Bonsegundo |
| Amonestado | 49' | Germán Portanova     |
| Amonestado | 81' | Vanina Correa        |

| Árbitra             | Sandra Braz                        |
| Árbitras asistentes | Andreia Catarina Ferreira de Souza |
| Árbitras asistentes | Rita Cabañero Mompó                |
| Cuarta árbitra      | Adriana Farfán                     |

| 13          | Guardameta     | Nayluisa Cáceres   |     |
| 6           | Defensa        | Michelle Romero    |     |
| 2           | Defensa        | Verónica Herrera   | 79' |
| 5           | Defensa        | Yenifer Giménez    |     |
| 3           | Defensa        | Nairelis Gutiérrez | 46' |
| 14          | Centrocampista | Raiderlin Carrasco |     |
| 16          | Centrocampista | Gaby García        |     |
| 20          | Centrocampista | Dayana Rodríguez   | 74' |
| 18          | Centrocampista | Ysaura Viso        | 46' |
| 11          | Delantero      | Oriana Altuve      |     |
| 9           | Delantero      | Deyna Castellanos  |     |
| Entrenadora | Entrenadora    | Pamela Conti       |     |

| 1          | Guardameta     | Vanina Correa        |     |
| 18         | Defensa        | Gabriela Chávez      | 71' |
| 2          | Defensa        | Agustina Barroso     | 86' |
| 6          | Defensa        | Aldana Cometti       |     |
| 3          | Defensa        | Eliana Stábile       |     |
| 7          | Centrocampista | Romina Núñez         |     |
| 8          | Centrocampista | Daiana Falfán        |     |
| 15         | Centrocampista | Florencia Bonsegundo | 72' |
| 11         | Delantero      | Yamila Rodríguez     | 84' |
| 19         | Delantero      | Mariana Larroquette  |     |
| 22         | Delantero      | Estefanía Banini     |     |
| Entrenador | Entrenador     | Germán Portanova     |     |

| 7  | Centrocampista | Paola Villamizar   | 46' |
| 19 | Delantero      | Mariana Speckmaier | 46' |
| 21 | Centrocampista | Bárbara Olivieri   | 74' |
| 10 | Centrocampista | Kika Moreno        | 79' |

| 4  | Centrocampista | Julieta Cruz   | 71' |
| 13 | Centrocampista | Sophia Braun   | 72' |
| 9  | Delantero      | Soledad Jaimes | 84' |
| 5  | Centrocampista | Vanesa Santana | 86' |

| Anotado | 63' | Florencia Bonsegundo | 0:1 |

| Amonestado | 45'   | Dayana Rodríguez   |
| Amonestado | 52'   | Verónica Herrera   |
| Amonestado | 65'   | Yenifer Giménez    |
| Amonestado | 90'   | Gaby García        |
| Amonestado | 90+5' | Raiderlin Carrasco |

| Amonestado | 29' | Mariana Larroquette  |
| Amonestado | 34' | Florencia Bonsegundo |
| Amonestado | 49' | Germán Portanova     |
| Amonestado | 81' | Vanina Correa        |

| Árbitra             | Sandra Braz                        |
| Árbitras asistentes | Andreia Catarina Ferreira de Souza |
| Árbitras asistentes | Rita Cabañero Mompó                |
| Cuarta árbitra      | Adriana Farfán                     |

| Estadísticas      | Bandera de Venezuela | Bandera de Argentina |
| Tiros             | 13                   | 7                    |
| Tiros a puerta    | 3                    | 5                    |
| Faltas            | 22                   | 9                    |
| Saques de esquina | 5                    | 1                    |
| Penaltis          | 0                    | 0                    |
| Fueras de juego   | 2                    | 1                    |
| Posesión de balón | 54%                  | 46%                  |

### Semifinales

#### Colombia vs. Argentina
| 25 de julio de 2022, 19:00 | Colombia    | 1:0 (0:0)                     | Argentina | Estadio Alfonso López, Bucaramanga                            |                                                               |
|                            | Caicedo 63' | CONMEBOL Reporte FIFA Reporte |           | Asistencia: 15 757 espectadores Árbitra: María Belén Carvajal | Asistencia: 15 757 espectadores Árbitra: María Belén Carvajal |

| 1          | Guardameta     | Catalina Pérez   |       |
| 2          | Defensa        | Manuela Vanegas  |       |
| 19         | Defensa        | Jorelyn Carabalí |       |
| 3          | Defensa        | Daniela Arias    |       |
| 20         | Defensa        | Mónica Ramos     |       |
| 5          | Centrocampista | Lorena Bedoya    |       |
| 6          | Centrocampista | Daniela Montoya  | 67'   |
| 18         | Centrocampista | Linda Caicedo    | 90+5' |
| 11         | Centrocampista | Catalina Usme    |       |
| 10         | Centrocampista | Leicy Santos     |       |
| 9          | Delantero      | Mayra Ramírez    |       |
| Entrenador | Entrenador     | Nelson Abadía    |       |

| 1          | Guardameta     | Vanina Correa        |     |
| 18         | Defensa        | Gabriela Chávez      |     |
| 2          | Defensa        | Agustina Barroso     | 79' |
| 13         | Defensa        | Sophia Braun         |     |
| 3          | Defensa        | Eliana Stabile       | 79' |
| 7          | Centrocampista | Romina Núñez         | 84' |
| 8          | Centrocampista | Daiana Falfán        |     |
| 15         | Centrocampista | Florencia Bonsegundo | 89' |
| 11         | Delantero      | Yamila Rodríguez     |     |
| 19         | Delantero      | Mariana Larroquette  | 84' |
| 22         | Delantero      | Estefanía Banini     |     |
| Entrenador | Entrenador     | Germán Portanova     |     |

| 21 | Centrocampista | Liana Salazar | 67'   |
| 4  | Centrocampista | Diana Ospina  | 90+5' |

| 4  | Centrocampista | Julieta Cruz   | 79' |
| 14 | Centrocampista | Miriam Mayorga | 79' |
| 9  | Delantero      | Soledad Jaimes | 84' |
| 16 | Defensa        | Marina Delgado | 84' |
| 21 | Delantero      | Érica Lonigro  | 89' |

| Anotado | 63' | Linda Caicedo | 1:0 |

| Amonestado | 50'   | Manuela Vanegas |
| Amonestado | 90+3' | Linda Caicedo   |

| Amonestado | 23'   | Gabriela Chávez |
| Amonestado | 45+2' | Eliana Stabile  |
| Amonestado | 45+3' | Romina Núñez    |

| Otorgado · Expulsado | 73' | Gabriela Chávez |

| Árbitra             | María Belén Carvajal |
| Árbitras asistentes | Loreto Toloza        |
| Árbitras asistentes | Cindy Nahuelcoy      |
| Cuarta árbitra      | Susana Corella       |

| 1          | Guardameta     | Catalina Pérez   |       |
| 2          | Defensa        | Manuela Vanegas  |       |
| 19         | Defensa        | Jorelyn Carabalí |       |
| 3          | Defensa        | Daniela Arias    |       |
| 20         | Defensa        | Mónica Ramos     |       |
| 5          | Centrocampista | Lorena Bedoya    |       |
| 6          | Centrocampista | Daniela Montoya  | 67'   |
| 18         | Centrocampista | Linda Caicedo    | 90+5' |
| 11         | Centrocampista | Catalina Usme    |       |
| 10         | Centrocampista | Leicy Santos     |       |
| 9          | Delantero      | Mayra Ramírez    |       |
| Entrenador | Entrenador     | Nelson Abadía    |       |

| 1          | Guardameta     | Vanina Correa        |     |
| 18         | Defensa        | Gabriela Chávez      |     |
| 2          | Defensa        | Agustina Barroso     | 79' |
| 13         | Defensa        | Sophia Braun         |     |
| 3          | Defensa        | Eliana Stabile       | 79' |
| 7          | Centrocampista | Romina Núñez         | 84' |
| 8          | Centrocampista | Daiana Falfán        |     |
| 15         | Centrocampista | Florencia Bonsegundo | 89' |
| 11         | Delantero      | Yamila Rodríguez     |     |
| 19         | Delantero      | Mariana Larroquette  | 84' |
| 22         | Delantero      | Estefanía Banini     |     |
| Entrenador | Entrenador     | Germán Portanova     |     |

| 21 | Centrocampista | Liana Salazar | 67'   |
| 4  | Centrocampista | Diana Ospina  | 90+5' |

| 4  | Centrocampista | Julieta Cruz   | 79' |
| 14 | Centrocampista | Miriam Mayorga | 79' |
| 9  | Delantero      | Soledad Jaimes | 84' |
| 16 | Defensa        | Marina Delgado | 84' |
| 21 | Delantero      | Érica Lonigro  | 89' |

| Anotado | 63' | Linda Caicedo | 1:0 |

| Amonestado | 50'   | Manuela Vanegas |
| Amonestado | 90+3' | Linda Caicedo   |

| Amonestado | 23'   | Gabriela Chávez |
| Amonestado | 45+2' | Eliana Stabile  |
| Amonestado | 45+3' | Romina Núñez    |

| Otorgado · Expulsado | 73' | Gabriela Chávez |

| Árbitra             | María Belén Carvajal |
| Árbitras asistentes | Loreto Toloza        |
| Árbitras asistentes | Cindy Nahuelcoy      |
| Cuarta árbitra      | Susana Corella       |

| Estadísticas      | Bandera de Colombia | Bandera de Argentina |
| Tiros             | 13                  | 6                    |
| Tiros a puerta    | 7                   | 2                    |
| Faltas            | 18                  | 15                   |
| Saques de esquina | 3                   | 1                    |
| Penaltis          | 0                   | 0                    |
| Fueras de juego   | 4                   | 1                    |
| Posesión de balón | 47%                 | 53%                  |

### Definición del tercer puesto

#### Argentina vs. Paraguay
| 29 de julio de 2022, 16:00 | Argentina                            | 3:1 (0:1)                     | Paraguay         | Estadio Centenario, Armenia                                 |                                                             |
|                            | Rodríguez 78', 90+1' · Bosegundo 90' | CONMEBOL Reporte FIFA Reporte | Nuñez 39' (a.g.) | Asistencia: 4 500 espectadores Árbitra: María Victoria Daza | Asistencia: 4 500 espectadores Árbitra: María Victoria Daza |

| 1          | Guardameta     | Vanina Correa        |     |
| 3          | Defensa        | Eliana Stábile       | 64' |
| 14         | Defensa        | Miriam Mayorga       |     |
| 13         | Defensa        | Sophia Braun         |     |
| 4          | Defensa        | Julieta Cruz         | 46' |
| 15         | Centrocampista | Florencia Bonsegundo |     |
| 8          | Centrocampista | Daiana Falfán        |     |
| 7          | Centrocampista | Romina Núñez         |     |
| 22         | Delantero      | Estefanía Banini     |     |
| 9          | Delantero      | Sole Jaimes          | 86' |
| 11         | Delantero      | Yamila Rodríguez     |     |
| Entrenador | Entrenador     | Germán Portanova     |     |

| 12         | Guardameta     | Alicia Bobadilla    |       |
| 2          | Defensa        | Limpia Fretes       |       |
| 21         | Defensa        | María Martínez      |       |
| 5          | Defensa        | Verónica Riveros    | 90+2' |
| 18         | Defensa        | Arrieta Gómez       | 63'   |
| 16         | Centrocampista | Ramona Martínez     | 90+2' |
| 6          | Centrocampista | Dulce Quintana      |       |
| 15         | Centrocampista | Fanny Godoy         | 51'   |
| 7          | Centrocampista | Sandoval Barrientos |       |
| 19         | Delantero      | Rebeca Fernández    | 62'   |
| 10         | Delantero      | Jessica Martínez    |       |
| Entrenador | Entrenador     | Marcello Frigério   |       |

| 16 | Defensa        | Marina Delgado  | 46' |
| 10 | Centrocampista | Dalila Ippólito | 64' |
| 21 | Delantero      | Érica Lonigro   | 86' |

| 11 | Centrocampista | Fany Gauto        | 51'   |
| 9  | Delantero      | Lice Chamorro     | 62'   |
| 4  | Defensa        | Daysy Bareiro     | 63'   |
| 3  | Defensa        | Lorena Alonso     | 90+2' |
| 20 | Centrocampista | González Oliveira | 90+2' |

| Anotado | 78'   | Yamila Rodríguez     | 1:1 |
| Anotado | 90'   | Florencia Bonsegundo | 2:1 |
| Anotado | 90+1' | Yamila Rodríguez     | 3:1 |

| Anotado · Autogol | 39' | Romina Núñez | 0:1 |

| Amonestado | 23' | Florencia Bonsegundo |
| Amonestado | 60' | Eliana Stábile       |
| Amonestado | 75' | Yamila Rodríguez     |

| Amonestado | 10'   | Fanny Godoy      |
| Amonestado | 87'   | Ramona Martínez  |
| Amonestado | 90+5' | Jessica Martínez |

| Árbitra             | María Victoria Daza |
| Árbitras asistentes | Eliana Ortiz        |
| Árbitras asistentes | Nataly Arteaga      |
| Cuarta árbitra      | Sandra Braz         |

| 1          | Guardameta     | Vanina Correa        |     |
| 3          | Defensa        | Eliana Stábile       | 64' |
| 14         | Defensa        | Miriam Mayorga       |     |
| 13         | Defensa        | Sophia Braun         |     |
| 4          | Defensa        | Julieta Cruz         | 46' |
| 15         | Centrocampista | Florencia Bonsegundo |     |
| 8          | Centrocampista | Daiana Falfán        |     |
| 7          | Centrocampista | Romina Núñez         |     |
| 22         | Delantero      | Estefanía Banini     |     |
| 9          | Delantero      | Sole Jaimes          | 86' |
| 11         | Delantero      | Yamila Rodríguez     |     |
| Entrenador | Entrenador     | Germán Portanova     |     |

| 12         | Guardameta     | Alicia Bobadilla    |       |
| 2          | Defensa        | Limpia Fretes       |       |
| 21         | Defensa        | María Martínez      |       |
| 5          | Defensa        | Verónica Riveros    | 90+2' |
| 18         | Defensa        | Arrieta Gómez       | 63'   |
| 16         | Centrocampista | Ramona Martínez     | 90+2' |
| 6          | Centrocampista | Dulce Quintana      |       |
| 15         | Centrocampista | Fanny Godoy         | 51'   |
| 7          | Centrocampista | Sandoval Barrientos |       |
| 19         | Delantero      | Rebeca Fernández    | 62'   |
| 10         | Delantero      | Jessica Martínez    |       |
| Entrenador | Entrenador     | Marcello Frigério   |       |

| 16 | Defensa        | Marina Delgado  | 46' |
| 10 | Centrocampista | Dalila Ippólito | 64' |
| 21 | Delantero      | Érica Lonigro   | 86' |

| 11 | Centrocampista | Fany Gauto        | 51'   |
| 9  | Delantero      | Lice Chamorro     | 62'   |
| 4  | Defensa        | Daysy Bareiro     | 63'   |
| 3  | Defensa        | Lorena Alonso     | 90+2' |
| 20 | Centrocampista | González Oliveira | 90+2' |

| Anotado | 78'   | Yamila Rodríguez     | 1:1 |
| Anotado | 90'   | Florencia Bonsegundo | 2:1 |
| Anotado | 90+1' | Yamila Rodríguez     | 3:1 |

| Anotado · Autogol | 39' | Romina Núñez | 0:1 |

| Amonestado | 23' | Florencia Bonsegundo |
| Amonestado | 60' | Eliana Stábile       |
| Amonestado | 75' | Yamila Rodríguez     |

| Amonestado | 10'   | Fanny Godoy      |
| Amonestado | 87'   | Ramona Martínez  |
| Amonestado | 90+5' | Jessica Martínez |

| Árbitra             | María Victoria Daza |
| Árbitras asistentes | Eliana Ortiz        |
| Árbitras asistentes | Nataly Arteaga      |
| Cuarta árbitra      | Sandra Braz         |

| Estadísticas      | Bandera de Argentina | Bandera de Paraguay |
| Tiros             | 18                   | 5                   |
| Tiros a puerta    | 6                    | 2                   |
| Faltas            | 14                   | 17                  |
| Saques de esquina | 5                    | 3                   |
| Penaltis          | 0                    | 0                   |
| Fueras de juego   | 1                    | 4                   |
| Posesión de balón | 64%                  | 36%                 |